# Namamantis nigropunctata
Namamantis nigropunctata är en bönsyrseart som beskrevs av Johann Heinrich Kaltenbach 1996. Namamantis nigropunctata ingår i släktet Namamantis och familjen Mantidae. Inga underarter finns listade i Catalogue of Life.